# Тессин, Никодемус (младший)
Никодемус Тессин Младший (швед. Nicodemus Tessin den yngre, 23 мая 1654[…], Нючёпинг — 10 апреля 1728[…], Стокгольм) — шведский архитектор и государственный деятель, сын выходца из Померании. Вместе со своим отцом, Никодемусом Тессином (Старшим) (1615—1681) работал в стиле скандинавское барокко — самом сдержанном, лаконичном варианте барокко , основанном на освоении наследия Мансара и Бернини. С 1680 года камергер двора вдовствующей королевы Гедвиги Элеоноры Шлезвиг-Гольштейн-Готторпской. С 1705 года Канцлер Лундского Университета. С 1681 по 1712 год был Королевским архитектором Стокгольма. С 1717 года главный судебный маршал риксдага Швеции. За личные заслуги стал бароном и графом.
В основных работах Тессина Младшего — королевском дворце в Стокгольме, Троицкой церкви в Карлскруне, Готторпском замке — чувствуется его преклонение перед Франческо Борромини, Лоренцо Бернини и Палладио и  , соответственно, влияние зарождающегося классицизма. Эстетика обоих Тессинов послужила одним из источников петровского барокко. Известно, что Тессин-младший, уже будучи судебным маршалом риксдага Швеции и отойдя с 1712 года от активного архитектурного творчества, разработал в 1724 году для русского царя Петра I неосуществлённый проект Андреевского собора в Петербурге.
Отец и сын Тессины — центральные фигуры в шведской архитектурной традиции; в XX веке к их творчеству обращался, в частности, Гуннар Асплунд. 

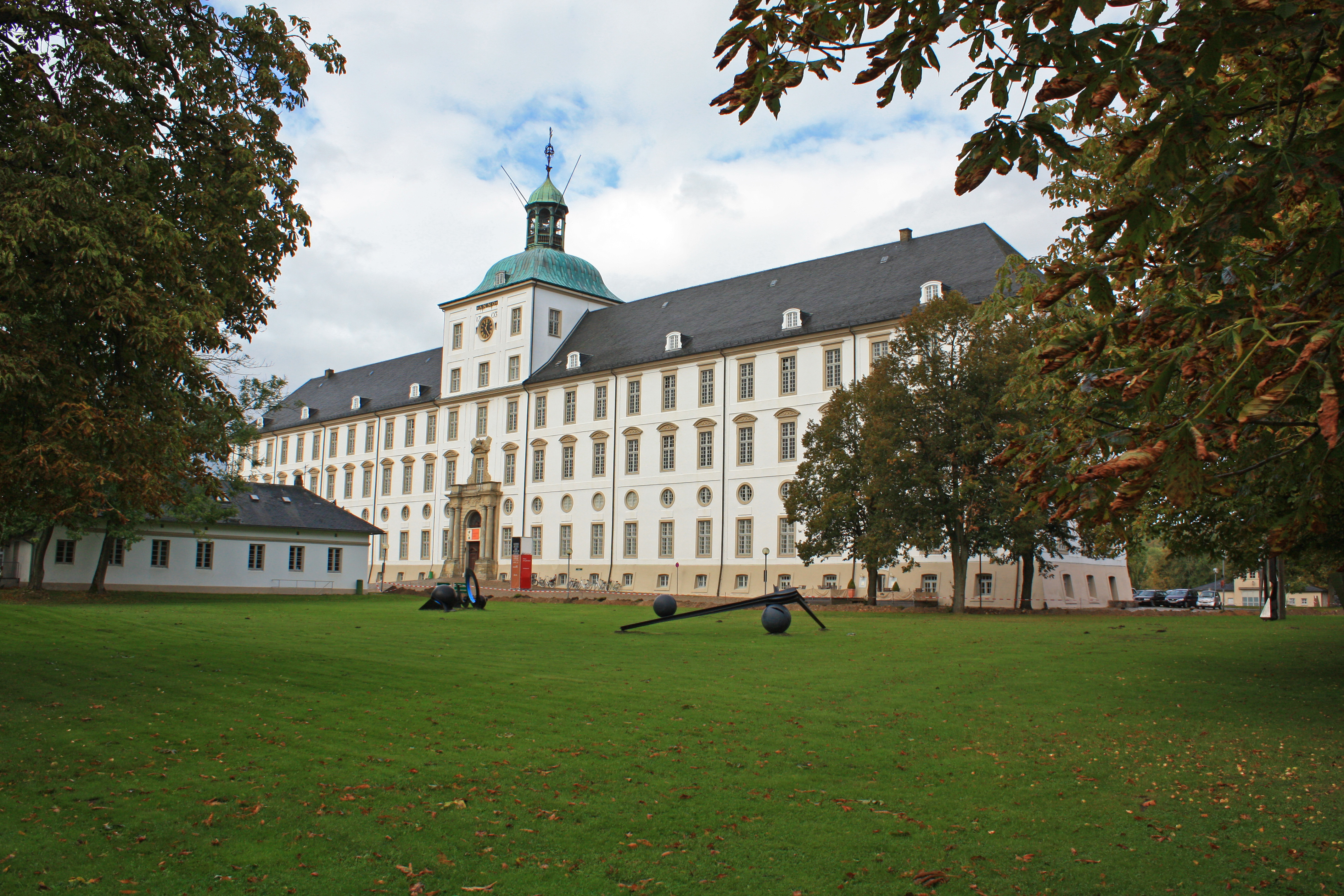
Замок Готторп в Шлезвиге — характерный пример тессиновского стиля.

Юный Никодимус Тессин с 1671 года попал под покровительство овдовевшей королевы  Гедвиги Элеоноры, благодаря чему он смог отправиться в Италию в учебную поездку в 1673 году с маркизом дель Монте. Они путешествовали через Германию в Верону и надолго задержались в Риме, где жившая там отрёкшаяся  шведская королева-католичка Кристина устроила для него особое образование.
Поэтому ему удалось поучиться у гениальных современников — Лоренцо Бернини, Карло Фонтана и итальянского живописца, антиквара, историографа и теоретика искусства Джованни Пьетро Беллори. Помимо этого , он испытал сильнейшее влияние и других недавно умерших архитекторов того времени Франсуа Мансара и Франческо Борромини.
Он вернулся в Швецию в 1678 году, получив великолепное образование, но всё же был отправлен ещё во Францию к королю Людовику XIV вместе с шведским дипломатом Даниэлем Кронстрём. Во Франции он получил творческие импульсы и наставничество от выдающихся мастеров – Шарля Лебрена, Андре Ленотра и Жана Берена. Некоторое время он пожил и в Англии как гость короля Карла II, где познакомился с ещё одним гением архитектуры – Кристофером Реном.
За шестнадцатилетний период 1673—1689 годов Тессин побывал девять раз в продолжительных заграничных поездках, причем в 1673—1675 вместе с отцом он посетил Мальту и Сицилию, которая тогда, как и Неаполитанское королевство принадлежала Испанской Короне.
С 1680 года он стал возглавлять двор королевы-вдовы Гедвиги Элеоноры в качестве камергера.
В 1687—1688 годах Тессин Младший совершил двухлетнее путешествие по европейским столицам и по многим маленьким городам Италии, чтобы «найти вдохновение» для создания интерьера замка королевы в Дроттнингхольме, в сопровождении скульптора Бурхарда Прехта.
Об этом путешествии Тессин оставил подробный дневник на немецком, итальянском и французском языках, написанный двумя разными почерками.

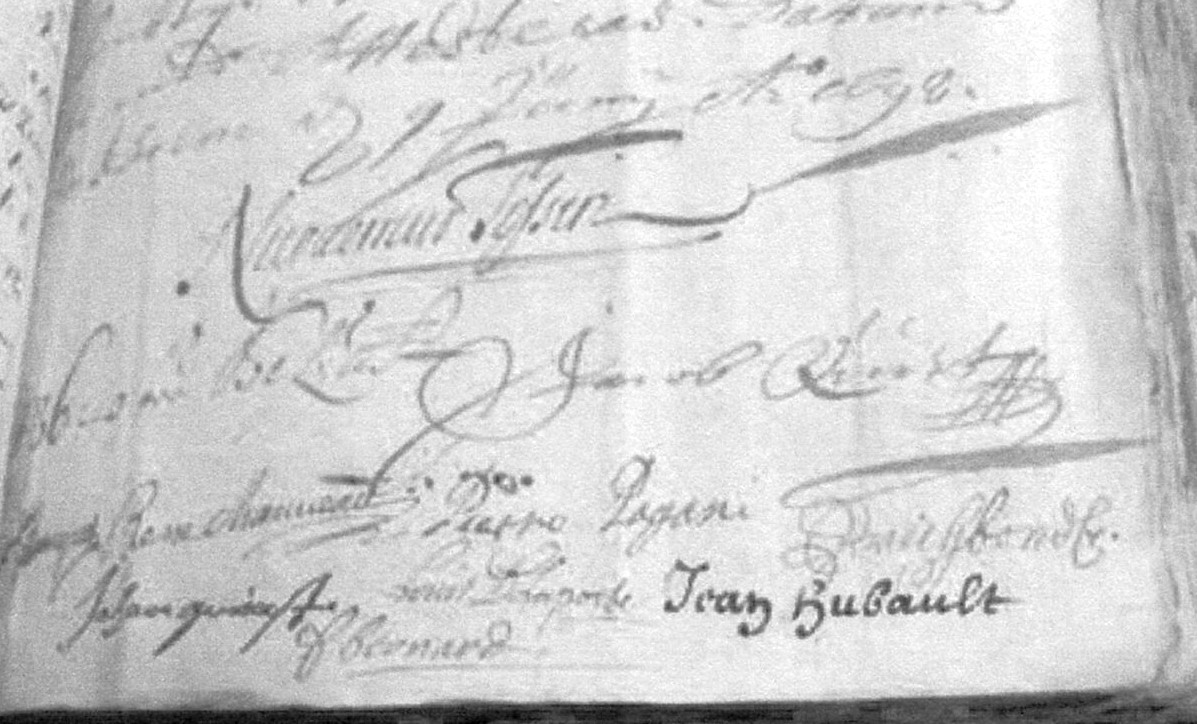
Квитанция 1700 года за выплаты денег по строительству Королевского дворца с подписью посередине "Nicodemus Tessin".

21 июня 1697 года Никодемус Тессин Младший был назначен суперинтендантом, в 1701 году — судебным маршалом королевства, а в 1705 году — канцлером Лундского Университета . Король Карл XII вдобавок в 1712 году назначил Тессина королевским советником и главой судебной власти, и он перестал быть королевским архитектором Стокгольма.
В 1717 Тиссен стал главным судебным маршалом рикстага Швеции. За все свои усилия он был возведён в баронское и графское достоинство. Он нажил себе врагов, а после смерти Карла XII в 1718 году вступил в голштинскую партию, где хотел закончить войну и вступить в мирный союз с Россией, поэтому в 1726 году окончательно попал в немилость и был уволен Фредриком I. Никодемус Тессин Младший умер в 1728 году, и его без особых пышных государственных почестей похоронили в Большой церкви в Стокгольме.
Тессин-младший был женат на фрейлине шведской королевы графине Хедвиг Стенбок (1655—1714). Их сын Карл-Густав Тессин (1695—1770) стал государственным канцлером Швеции , он расширил собрание графики отца, собиравшего живопись. Их коллекция (рисунки Рафаэля, Тициана и др., полотна А. Ватто, Ж. Б. С. Шардена, Дж. Тьеполо и др.) ныне хранится в Национальном музее Стокгольма.

### Основные работы
- Дворец Карла Ларсона[швед.] (1670–1675), вероятно дворец в основном был спроектирован Тессином Старшим, его отцом, но некоторые чертежи подписаны  Тессином Младшим как автором
- Церковь Ульрики Элеоноры в Сёдерхамне(1685-1692)[швед.]
- Замок Королевы Дроттнингхольм . Только интерьеры (1688-1698). После смерти Никодемуса Тессина Старшего в 1683 году, строительство замка остановилось и Тессин Младший два года 1687-1688 снова провёл в Италии "ища вдохновение" для создания интерьеров
- Знаменская церковь в Дубровицах (1690-1697). Это лишь гипотеза, поскольку в историографических источниках того времени не удалось найти этому подтверждения. После длительного обучения в Италии (1673-1678) у Лоренцо Бернини, Карло Фонтана и Джованни Пьетро Беллори, его увлечения Борромини и Монсаром,  поездок с отцом на Мальту, Сицилию и Неаполитанское королевство в 1673-1674 годах и поездок по всей Италии в 1687-1688 годах "в поисках вдохновения", Тессин попробовал найти себя и в малоизвестном южно-итальянском стиле "апулейского(лечесского) барокко", вероятно выдав себя богатейшему русскому заказчику за итальянского архитектора(обычная практика для тех лет, к примеру известный итальянский скульптор Энрико Меренго на самом деле был немец Генрих Мейринг Вестфальский, к тому же сам Тессин был тогда камергером двора вдовствующей шведской королевы).
- Ратуша на южном острове Стокгольма (восстановление построенного его отцом здания после пожара 1690 года)[швед.]
- Перестройка северной стены и постройка церкви внутри Королевского замка "Три короны"  в Стокгольме в 1690 году[швед.]
- Церковь Короля Карла в Кюнгфорсе(1690-1700)[швед.]
- Замок Стенинге(1694–1698)[швед.]
- Собор в Вэстеросе. (Новый шпиль в 1694 году)
- Тессинский дворец в Стокгольме(1694 –1701)[швед.]
- Церковь Святой Троицы в Карлскруне(1697–1709). После пожара 1790 года большой купол и фонарь Тессина были заменены более низким ступенчатым куполом и низким фонарем по образцу Пантеона , увенчанного сферой с крестом.[швед.]
- Готторпский замок в Германии (1697-1703 гг.)
- Постройка большого королевского дворца в Стокгольме (1697-1760)
- Замок Стурефорс в Линчёпинге (1700-1707)[швед.]
- Церковь Святой Фридерики в Карлскруне(1720-1744)[швед.]